# Aimé Proot
Aimé Leon Proot (* 31. März 1890 in Brügge; † 30. Januar 1959 in Blankenberge) war ein belgischer Langstreckenläufer.
Bei den Olympischen Spielen 1920 in Antwerpen kam er im Crosslauf in der Einzelwertung auf den 36. Platz und wurde Sechster in der Mannschaftswertung. Über 10.000 m schied er im Vorlauf aus.
1921 wurde er Belgischer Meister über 10.000 m. Seine persönliche Bestzeit über diese Distanz von 33:19,0 min stellte er 1921 auf.